# 椭圆叶花锚
椭圆叶花锚（学名：Halenia elliptica）为龙胆科花锚属下的一个种。

## 扩展阅读
- 維基物種上的相關：椭圆叶花锚